# El Barrero
El Barrero es un corregimiento del distrito de Pesé en la provincia de Herrera, República de Panamá. La población tiene 1.980 habitantes (2025).